# Heinrichswalde
Heinrichswalde er en by og kommune i det nordøstlige Tyskland, beliggende i Amt Torgelow-Ferdinandshof i den sydøstlige del af Landkreis Vorpommern-Greifswald. Landkreis Vorpommern-Greifswald ligger i delstaten Mecklenburg-Vorpommern.

## Geografi
Heinrichswalde er beliggende i et skovrigt landskab nord for Brohmer Berge og ved sydenden af Friedländer Große Wiese. Den ligger desuden i nærheden af Galenbecker Sees nordøstbred.
Heinrichswalde er beliggende ca. 9 km vest for Bundesstraße B 109 (Berlin - Greifswald) og jernbanen Berlin - Stralsund; Ca. 10 km mod syd løber motorvejen A 20 (Ostseeautobahn).

## Eksterne kilder og henvisninger
- Wikimedia Commons har flere filer relateret til Heinrichswalde
- Kommunens side Arkiveret 3. marts 2016 hos  Wayback Machine på amtets websted
- Befolkningsstatistik mm Arkiveret 1. december 2016 hos  Wayback Machine